# Cyclopedidae
Cyclopedidae (лат.) — семейство млекопитающих из подотряда Vermilingua отряда неполнозубых. Включает в себя один современный род карликовых муравьедов и один вымерший род Palaeomyrmidon, обнаруженный в отложениях миоцена на территории современной Аргентины. Современные представители Cyclopedidae включают в себя самых мелких и наименее изученных из существующих муравьедов.

## Внешний вид
Размеры современных Cyclopedidae 36—45 сантиметров (длина тела 16—20 см, длина хвоста 18 см), а вес — до 400 грамм (в среднем 266 г). Окрас шерсти муравьеда коричневый, с золотистым отливом, подошвы лап и кончик носа — красные. Мордочка муравьеда заканчивается коротким хоботком, приспособленным к поеданию насекомых. Подобно прочим муравьедам, у Cyclopedidae нет зубов, но зато у них есть длинный и липкий язык, снабжённый мощной мускулатурой. Cyclopedidae обладают цепким, голым на конце хвостом, помогающим им в передвижении по ветвям деревьев. На каждой передней лапе муравьеда по четыре пальца, второй и третий из которых заканчиваются увеличенным когтем. На задних лапах муравьеда по пять пальцев без увеличенных когтей. Температура тела колеблется в диапазоне от 27,8 до 31,3 °C.

## Ареал
Современные Cyclopedidae oбитают в Центральной и Южной Америке; их ареал простирается от юга Мексики на севере и до Бразилии и, возможно, Парагвая на юге. Предположительно ареал Cyclopedidae ограничен высотой около 1500 м над уровнем моря, так как их возможности регулировать температуру тела ограничены в свете низкого уровня метаболизма. Они обитают как в вечнозелёных так и полулистопадных лесах. Ископаемый представитель Cyclopedidae обитал на территории современной Аргентины.

## Эволюция и филогенез
Морфологический и молекулярный анализ указывает на то, что Cyclopedidae рано отделились от других представителей подотряда Vermilingua. От более близких к ним Myrmecophagidae они отличаются тремя синапоморфиями:
- Гленоидная ямка Cyclopedidae отделенa от porus acusticus;
- Их базиально-лицевая ось сильно изогнута;
- В боковой плоскости их череп сильно сужен спереди[1].

Появление современного рода Cyclopes датируется около 10,3 миллионов лет назад.